# Berchtesgadeni-Alpok
A Berchtesgadeni-Alpok (németül: Berchtesgadener Alpen), az Északi-Mészkőalpok részét képező hegység.
Bajorország (Bajorországon belül a Berchtesgadener Land járásban) és Salzburg tartományok között oszlik meg. Legmagasabb pontja az osztrák oldalon található, 2941 méter magas Hochkönig masszívum. Német oldalon a legmagasabb hegy (ugyancsak egy masszívum) a 2713 méter magas Watzmann.
Kedvelt turistacél, több felvonó is található itt.
A leghíresebb középkori erődítmény a területen a Hohenwerfen vára. Jelentősebb települései a bajorországi Berchtesgaden és az osztrák Salzburg. 
A Berchtesgadeni-Alpok legnagyobb állóvize a Königssee, amely a Watzmann és a Hagengebirge masszívumai között fekszik. A Salzach folyó is itt haladt át.